# Асатиани, Вахтанг Александрович
Вахтанг Александрович Асатиани (1920 год, Борчалинский уезд, Тифлисская губерния, Грузинская демократическая республика — неизвестно, Болнисский район, Грузинская ССР) — звеньевой колхоза имени Сталина Болнисского района, Грузинская ССР. Герой Социалистического Труда (1950).
Предположительно сын Героя Социалистического Труда Александра Михайловича Асатиани.

## Биография
Родился в 1920 году в одном из сельских населённых пунктов Борчалинского уезда. После окончания местной школы с середины 1930-х годов трудился в местном колхозе имени Сталина Болнисского района, где занимался выращиванием табака. В послевоенные годы — звеньевой бригады Прокофия Чохонелидзе в этом же колхозе.
В 1949 году звено под его руководством собрало в среднем с каждого гектара по 34,3 центнера листьев табака сорта «Трапезонд» на участке площадью 4,2 гектара. Указом Президиума Верховного Совета СССР от 3 июля 1950 года удостоен звания Героя Социалистического Труда за «получение высоких урожаев кукурузы, табака и картофеля в 1949 году» с вручением ордена Ленина и золотой медали «Серп и Молот» (№ 5323).
Этим же указом званием Героя Социалистического Труда были награждены звеньевые Александр Михайлович Асатиани, Леван Софронович Манагадзе и Рафаил Бичиевич Угрехелидзе.
После выхода на пенсию проживал в Болнисском районе. Дата смерти не установлена.